# Yves Billon
Pour les articles homonymes, voir Billon.
Yves Billon, né le 9 juillet 1946 à Paris 15e où il meurt le 6 octobre 2021, est un  photographe, réalisateur, producteur de documentaires français et également fondateur des sociétés de production Les Films du Village, Zarafa et Zaradoc.

## Biographie
Diplômé de l'École Nationale de Cinéma (ENPC) à Paris, Yves Billon réalise son premier film en 1974, La Guerre de pacification en Amazonie. Ce long métrage relate la construction de la route transamazonienne qui conduit des multinationales à exproprier les tribus indiennes d'Amazonie.
Il a réalisé et coréalisé plus d’une centaine de documentaires dont plusieurs sur l’Amérique latine et les musiques du monde.

## Récompenses
- Nomination au Festival de Cannes 1974 (La Guerre de Pacification en Amazonie)
- Grand Prix du Festival écologique de Montpellier (Le Pétrole de la France)
- Prix du Public, les RIENA 1985 (Le Pétrole de la France)
- Prix du Margaret Mead New York, Festival de New York 1986 (Stars en Inde)
- Prix du Margaret Mead New York, Festival du Réel 1987 (Rock around the Kremlin)
- Sélection des RIENA 1988 (Nomad's Land)
- Golden Gate Award San Francisco International Film Festival 1999 (Ali Farka Touré, ça coule de source)

## Filmographie
- 1974 : La Guerre de Pacification en Amazonie, TF1, A2
- 1975 : Ujamaa, Portrait du socialisme en Tanzanie
- 1979 : Jangadeiros, FR3, A2
- 1980 : Revolución o muerte, TF1
- 1982 : Iran la révolution assiégée, A2
- 1982 : L'Argentine à l'heure zéro, A2
- 1984 : Le pétrole de la France
- 1985 : Autour de l'hippopotame
- 1986 : Chronique du temps sec, FR3
- 1986 : Vivre au Sahara, A2
- 1986 : Cuba Cola, A2
- 1986 : Musiques de Guinée, La SEPT
- 1987 : Stars en Inde, A2, Canal +
- 1987 : Rock around the Kremlin avec Jacques Pradel, A2
- 1988 : Nomad's Land
- 1988 : Le septième swing avec Jean Pierre RUH
- 1988 : Colombie, la poudrière, A2
- 1989 : Colombie, la sale guerre, A2
- 1989 : Les hippies de Gorbatchev, La Cinq
- 1990 : Musiques du Pakistan, La Sept
- 1990 : Paris Black Night, La Sept/FR3
- 1991 : Salsa, La Sept
- 1991 : Le Documentaire en campagne, FR3
- 1992 : Bénarès, Musiques du Gange, La Sept
- 1992 : Rajastan, Musiques du Désert
- 1993 : Le dernier Tinigua, Canal +
- 1994 : Salsa électorale au Panama, le retour de Ruben Blades, FR3
- 1995 : Les moissons de l'utopie, Arte
- 1995 : Fado, ombre et lumière, TLT
- 1995 : Amalia Rodrigues, un soleil dans la nuit du siècle, La Cinquième
- 1996 : Hermeto Pascoal, l'allumé tropical, La Cinquième
- 1996 : Salsa Opus, M6
- 1997 : Lounis Ait Menguellet:"raconte moi une histoire"
- 1999 : Gabriel García Márquez, l’écriture sorcière, FRANCE 3
- 1999 : Ali Farka Touré : Ça coule de source, RFO, Mezzo
- 1999 : Zaïko Langa Langa, le goût du travail bien fait, RFO, Mezzo, 1999
- 1999 : 50 ans de maquis, France 3
- 2000 : Alvaro Mutis, France 3
- 2001 : La révolution tropicaliste, Mezzo, Histoire, TV5
- 2001 : Les troubadours de la révolution Mexicaine, Mezzo, Histoire, TV5
- 2001 : Les dessous de la lambada, Planète
- 2002 : Fujimori et Montesinos, le dictateur et son double, Histoire
- 2003 : La damnation de l’or noir, Histoire
- 2003 : Mambo, RFO
- 2004 : L’épopée de l’or noir, Histoire, TV5, Historia, Planète Italie
- 2005 : Havana Hip-hop Underground, France4
- 2007 : Andy Warhol Factory People, France 4
- 2008 : l’air de l’après pétrole, LCP
- 2009 : L’histoire me jugera, Histoire